# Predsednik vlade Kanade
Predsednik vlade Kanade je vodja kanadske vlade. Položaj predsednika vlade ni izrecno določen v kanadski ustavi, ampak temelji na dolgoletni konvenciji. V sistemu, ki ga je Kanada prevzela iz Združenega kraljestva, predsednik vlade vlada potrebuje podporo večine poslancev v spodnjem domu parlamenta, da lahko učinkovito vlada. Predsednik vlade je navadno tudi izvoljen poslanec (MP) in vodja največje politične stranke ali koalicije, ki ima večino v parlamentu. Generalni guverner, ki predstavlja monarha, formalno imenuje predsednika vlade. Predsednik vlade nato izbere druge ministre, ki skupaj tvorijo kabinet. Čeprav je po ustavi monarh (kot vodja države) nosilec izvršne oblasti, se njegove/njene pristojnosti v resnici skoraj vedno izvajajo na podlagi nasvetov kabineta, ki je odgovoren parlamentu. Kanadski predsedniki vlad so imenovani v posebno svetovalno telo King's Privy Council in prejmejo častni naziv (angleško the Right Honourable/francosko le très honorable), ki ga obdržijo za vse življenje.
Predsednika vlade podpira Urad predsednika vlade in vodi urad svetovalnega telesa Privy Council Office. Predsednik vlade izbere posameznike za imenovanje na položaje generalnega guvernerja (v zvezni jurisdikciji) in namestnika guvernerja (v provincah). Predsednik vlade izbere tudi člane kanadskega senata, sodnike vrhovnega sodišča, kot tudi druge zvezne sodnike. Poleg tega predsednik vlade imenuje tudi predsednike in člane upravnih odborov državnih podjetij (imenovanih "Crown corporations"), kar vključuje različne organizacije, ki so v lasti države in opravljajo javne storitve.
Od konfederacije leta 1867 je 24 predsednikov vlad (triindvajset moških in ena ženska) oblikovalo 30 kanadskih ministrstev. Trenutni predsednik vlade je Mark Carney, ki je položaj prevzel 14. marca 2025 po odstopu Justina Trudeauja.

## Izvor položaja
Položaj predsednika vlade ni izrecno opredeljen v kanadski ustavi ali katerem koli drugem uradnem dokumentu in je omenjen le v nekaj delih Ustavnega zakona iz leta 1982 in v dokumentu, imenovanem Pisemski patenta iz leta 1947, ki ga je izdal kralj Jurij VI. Naloge in odgovornosti predsednika vlade so urejene z ustavnimi običaji, kar pomeni, da temeljijo na dolgoletni praksi in tradiciji, namesto da bi bile zapisane v zakonu in se zgledujejo po vzoru položaja predsednika vlade v Združenem kraljestvu.

## Seznam
Legenda
| Št.  | Portret          | Ime (Rojstvo–Smrt)                          | Mandat             | Mandat                 | Politična stranka                             | Ministrstvo   | Reference            |
| ---- | ---------------- | ------------------------------------------- | ------------------ | ---------------------- | --------------------------------------------- | ------------- | -------------------- |
| 1    |                  | John A. Macdonald (1815. – 1891.)           | 1. julija 1867     | 5. november 1873       | Liberalno-konservativna stranka               | 1.            | [ 10 ] [ 11 ]        |
| 2    |                  | Alexander Mackenzie (1822. – 1892.)         | 7. november 1873   | 8. oktober 1878        | Liberalna stranka                             | 2.            | [ 12 ] [ 13 ]        |
| (1)  |                  | John A. Macdonald (1815. – 1891.)           | 17. oktober 1878   | 6. junij 1891          | Liberalno-konservativna stranka               | 3.            | [ 14 ] [ 15 ]        |
| 3    |                  | John Abbott (1821. – 1893.)                 | 16. junij 1891     | 24. november 1892      | Liberalno-konservativna stranka               | 4.            | [ 16 ] [ 17 ]        |
| 4    |                  | John Sparrow David Thompson (1845. – 1894.) | 5. december 1892   | 12. december 1894      | Liberalno-konservativna stranka               | 5.            | [ 18 ] [ 19 ]        |
| 5    |                  | Mackenzie Bowell (1823. – 1917.)            | 21. december 1894  | 27. april 1896         | Zgodovinska konzervativna stranka             | 6.            | [ 20 ] [ 21 ]        |
| 6    |                  | Charles Tupper (1821. – 1915.)              | 1. maj 1986        | 8. julij 1896          | Zgodovinska konzervativna stranka             | 7.            | [ 22 ] [ 23 ]        |
| 7    |                  | Wilfrid Laurier (1841. – 1919.)             | 11. julij 1896     | 6. oktober 1911        | Liberalna stranka                             | 8.            | [ 24 ] [ 25 ]        |
| 8    |                  | Robert Borden (1854. – 1937.)               | 10. oktober 1911   | 11. oktober 1917       | Zgodovinska konzervativna stranka             | 9.            | [ 25 ] [ 26 ] [ 27 ] |
| 8    | 12. oktober 1917 | Robert Borden (1854. – 1937.)               | 10. julij 1920     | Unionistina stranka    | 10.                                           | [ 25 ] [ 26 ] |                      |
| 9    |                  | Arthur Meighen (1874. – 1960.)              | 10. julij 1920     | 29. december 1921      | Nacionalno liberalna in konservativna stranka | 11.           | [ 28 ] [ 29 ]        |
| 10   |                  | William Lyon Mackenzie King (1874. – 1950.) | 29. december 1921  | 28. junij 1926         | Liberalna stranka                             | 12.           | [ 30 ] [ 31 ]        |
| (9)  |                  | Arthur Meighen (1874. – 1960.)              | 29. junij 1926     | 25. september 1926     | Zgodovinska konzervativna stranka             | 13.           | [ 28 ] [ 32 ]        |
| (10) |                  | William Lyon Mackenzie King (1874. – 1950.) | 25. september 1926 | 7. avgust 1930         | Liberalna stranka                             | 14.           | [ 30 ] [ 33 ]        |
| 11   |                  | Richard Bedford Bennett (1870. – 1947.)     | 7. avgust 1930     | 23. oktober 1935       | Zgodovinska konzervativna stranka             | 15.           | [ 34 ] [ 35 ]        |
| (10) |                  | William Lyon Mackenzie King (1874. – 1950.) | 23. oktober 1935   | 15. november 1948      | Liberalna stranka                             | 16.           | [ 30 ] [ 36 ]        |
| 12   |                  | Louis St. Laurent (1882. – 1973.)           | 15. november 1948  | 21. junij 1957         | Liberalna stranka                             | 17.           | [ 37 ] [ 38 ]        |
| 13   |                  | John Diefenbaker (1895. – 1979.)            | 21. junij 1957     | 22. april 1963         | Progresivna konservativna stranka             | 18.           | [ 39 ] [ 40 ]        |
| 14   |                  | Lester B. Pearson (1897. – 1972.)           | 22. april 1963     | 20. april 1968         | Liberalna stranka                             | 19.           | [ 41 ] [ 42 ]        |
| 15   |                  | Pierre Trudeau (1919. – 2000.)              | 20. april 1968     | 3./4. junij 1979       | Liberalna stranka                             | 20.           | [ 43 ]               |
| 16   |                  | Joe Clark (1939.)                           | 4. junij 1979      | 2./3. marec 1980       | Progresivna konservativna stranka             | 21.           | [ 44 ]               |
| (15) |                  | Pierre Trudeau (1919. – 2000.)              | 3. marec 1980      | 29./30. junij 1984     | Liberalna stranka                             | 22.           | [ 43 ]               |
| 17   |                  | John Turner (1929. – 2020.)                 | 30. junij 1984     | 16./17. september 1984 | Liberalna stranka                             | 23.           | [ 45 ]               |
| 18   |                  | Brian Mulroney (1939.)                      | 17. september 1984 | 24./25. junij 1993     | Progresivna konservativna stranka             | 24.           | [ 46 ]               |
| 19   |                  | Kim Campbell (1947.)                        | 25. junij 1993     | 3./4. november 1993    | Progresivna konservativna stranka             | 25.           | [ 47 ]               |
| 20   |                  | Jean Chrétien (1934.)                       | 4. november 1993   | 11./12. decembra 2003  | Liberalna stranka                             | 26.           | [ 48 ]               |
| 21   |                  | Paul Martin (1938.)                         | 12. december 2003  | 5./6. februar 2006     | Liberalna stranka                             | 27.           | [ 46 ]               |
| 22   |                  | Stephen Harper (1959.)                      | 6. februar 2006    | 3./4. november 2015    | konservativna stranka                         | 28.           | [ 49 ]               |
| 23   |                  | Justin Trudeau (1971.)                      | 4. november 2015   | 14. marec 2015         | Liberalna stranka                             | 29.           | [ 50 ]               |
| 24.  |                  | Mark Carney (1965.)                         | 14. marec 2025     | trenutno               | Liberalna stranka                             | 30.           |                      |